# Огиенко, Борис Павлович
Борис Павлович Огиенко (29 апреля 1900, Чернигов, Российская империя — 14 марта 1965 год, СССР) — советский военачальник, гвардии полковник (1942).

## Биография
Родился 29 апреля 1900 года в Чернигове. Украинец.
До службы в армии в 1918 году окончил три курса Черниговского строительного техникума, а в 1919 году — курс строительного института.

## Военная служба

### Гражданская война
25 апреля 1920 года добровольно вступил в РККА через Черниговский губернский военкомат и был зачислен красноармейцем в местный батальон по борьбе с дезертирством. Затем в составе Черниговской группы выступил на Западный фронт, где воевал с белополяками в районах городов Чернобыль и Мозырь.

### Межвоенные годы
С сентября 1921 года учился на 56-х пехотных курсах в Чернигове, а с сентября 1922 года — в 5-й Киевской пехотной школе. После окончания последней в октябре 1924 года назначен в 71-й стрелковый полк 24-й стрелковой дивизии УВО в городе Винница, где проходил службу в должностях командира стрелкового взвода и взвода полковой школы, начальника команды одногодичников, начальника полковой школы, 1-го помощника начальника штаба полка. В феврале 1934 года переведен в штаб округа в город Киев помощником начальника 6-го отдела. С февраля 1935 года исполнял должность помощника начальника штаба 67-го стрелкового полка 23-й стрелковой дивизии в городе Чугуев. С марта 1936 года капитан  Огиенко был начальником учебной части Харьковских окружных военно-хозяйственных курсов, затем в марте 1941 года назначен помощником начальника учебного отдела Симферопольского военного училища.

### Великая Отечественная война
С началом  войны в той же должности. С 20 июля 1941 года майор  Огиенко исполнял должность дивизионного интенданта 230-й стрелковой дивизии ОдВО, формировавшейся в городе Днепропетровск. С 5 августа 1941 года ее части в составе Резервной, а с 25 августа — 6-й армии Южного фронта вели оборонительные бои по левому берегу реки Днепр северо-западнее Днепропетровска. С 27 сентября дивизия вошла в подчинение 12-й армии и участвовала в Донбасской оборонительной операции. С 3 по 8 октября 1941 года она находилась в окружении, после выхода из него — выведена в резерв фронта. После пополнения дивизия входила в 12-ю, а с 12 января 1942 года — 37-ю армии Южного фронта и участвовала в Ростовских оборонительной и наступательной, Барвенково-Лозовской наступательной операциях.
С 3 февраля 1942 года майор  Огиенко вступил в командование 988-м стрелковым полком этой же дивизии.  В составе той же армии Южного, а с 28 июля 1942 года — Северо-Кавказского фронтов участвовал в Воронежско-Ворошиловградской и Донбасской оборонительных операциях.
29 августа 1942 года назначен командиром 535-го стрелкового полка 2-й гвардейской стрелковой дивизии. В 1942 году вступил в ВКП(б). С 29 октября 1942 года по 12 января 1943 год находился на лечении в госпитале в городе Баку, затем вновь вернулся в полк на прежнюю должность. 10 февраля 1943 года допущен к исполнению должности заместителя командира 2-й гвардейской стрелковой дивизии.
С 14 мая 1943 года полковник Огиенко назначен командиром 7-й гвардейской стрелковой бригады 37-й армии. В составе этих соединений участвовал в боях на Кубани и при освобождении Тамани.
С 8 июня 1943 года был откомандирован на учебу в Высшую военную академию им. К. Е. Ворошилова. После окончания ее ускоренного курса в конце апреля 1944 года направлен в распоряжение Военного совета 2-го Белорусского фронта, где назначен заместителем командира 70-го стрелкового корпуса. Принимал участие в Белорусской наступательной операции, в боях на реке Проня, под Могилёвом, Минском, при освобождении Польши и в Восточной Пруссии.
5 апреля 1945 года полковник  Огиенко вступил в командование 139-й стрелковой дивизии этого корпуса. Вместе с ней участвовал в завершении ликвидации данцигской группировки противника, в наступлении в Западной Померании (от Одера до Эльбы). Части дивизии отличились при овладении крупным городом и моским портом — Штеттин, городами Гартц, Пункун, Казеков, Шведт, Приецлау, Ангемюнде, Этгезин, Торгелов, Пазевальск, Штрасбург, Темелин, Барт, Бад Доберан, Нойбуков, Варин, Виттенберге. 3 мая 1945 года они соединились с союзными английскими войсками на линии Висмар, Виттенберге.
За время войны комдив Огиенко был четыре раза персонально упомянут в благодарственных в приказах Верховного Главнокомандующего.

### Послевоенная карьера
С 4 июля 1945 года проходил службу в ГСОВГ в должности заместителя командира 94-й гвардейской стрелковой дивизии, с июля 1948 года был начальником отдела боевой подготовки штаба 3-й ударной армии. В июле 1949 года переведен в ЗакВО на должность начальника отдела боевой подготовки штаба 7-й гвардейской армии, с ноября 1950 года  исполнял должность начальника Управления боевой и физической подготовки штаба округа. В декабре 1951 года уволен в отставку.

## Награды
СССР
- орден Ленина (21.02.1945[4])
- четыре ордена Красного Знамени (13.04.1943[5], 03.11.1944[4], 14.05.1945[6], 15.11.1950[4])
- орден Отечественной войны II степени (14.09.1944[7])

Медали в том числе:
- - «XX лет Рабоче-Крестьянской Красной Армии» (1938)
  - «За оборону Кавказа» (1945)
  - «За победу над Германией в Великой Отечественной войне 1941—1945 гг.» (1945)
  - «За взятие Кёнигсберга» (1945)

Приказы (благодарности) Верховного Главнокомандующего в которых отмечен  Б. П. Огиенко.
- За форсирование Одера южнее Штеттина, прорыв сильно укрепленной обороны немцев на западном берегу Одера и овладение главным городом Померании и крупным морским портом Штеттин, а также овладение городами Гартц, Пенкун, Казеков, Шведт. 26 апреля 1945 года. № 344.
- За овладение городами Пренцлау, Ангермюнде — важными опорными пунктами обороны немцев в Западной Померании. 27 апреля 1945 года. № 348
- За овладение городами Эггезин, Торгелов, Пазевальк, Штрасбург, Темплин — важными опорными пунктами обороны немцев в Западной Померании. 28 апреля 1945 года. № 350.
- За овладение городами Барт, Бад-Доберан, Нойбуков, Варин, Виттенберге и за соединение на линии Висмар — Виттенберге с союзными нам английскими войсками. 3 мая 1945 года. № 360.

Иностранных государств
- медаль «За Одру, Нису и Балтику» (ПНР, (1945)